# بورتجالي
بورتجالي، (بالإنجليزية: Bortigali)‏، (سردينيا: بورتيجال)، هي بلدية، في مقاطعة نوورو، في إقليم سردينيا الإيطالي، وتقع على بعد حوالي 120 كيلومترًا (75 ميلًا) شمال كالياري، وحوالي 45 كم (28 ميل) غرب نوورو. اعتبارا من 31 ديسمبر 2004، كان عدد سكانها 1502 ومساحة 67.4 كيلومتر مربع (26.0 ميل مربع).

## المناخ
يظهر الجدول التالي التغييرات المناخية على مدار السنة لبورتجالي:
| البيانات المناخية لـبورتجالي      | البيانات المناخية لـبورتجالي | البيانات المناخية لـبورتجالي | البيانات المناخية لـبورتجالي | البيانات المناخية لـبورتجالي | البيانات المناخية لـبورتجالي | البيانات المناخية لـبورتجالي | البيانات المناخية لـبورتجالي | البيانات المناخية لـبورتجالي | البيانات المناخية لـبورتجالي | البيانات المناخية لـبورتجالي | البيانات المناخية لـبورتجالي | البيانات المناخية لـبورتجالي | البيانات المناخية لـبورتجالي |
| الشهر                             | يناير                        | فبراير                       | مارس                         | أبريل                        | مايو                         | يونيو                        | يوليو                        | أغسطس                        | سبتمبر                       | أكتوبر                       | نوفمبر                       | ديسمبر                       | المعدل السنوي                |
| --------------------------------- | ---------------------------- | ---------------------------- | ---------------------------- | ---------------------------- | ---------------------------- | ---------------------------- | ---------------------------- | ---------------------------- | ---------------------------- | ---------------------------- | ---------------------------- | ---------------------------- | ---------------------------- |
| متوسط درجة الحرارة الكبرى °م (°ف) | 9 (48)                       | 10 (50)                      | 12 (53)                      | 15 (59)                      | 19 (66)                      | 24 (75)                      | 28 (82)                      | 28 (82)                      | 24 (75)                      | 19 (66)                      | 13 (55)                      | 10 (50)                      | 17 (62)                      |
| متوسط درجة الحرارة الصغرى °م (°ف) | 3 (37)                       | 3 (37)                       | 5 (41)                       | 7 (44)                       | 10 (50)                      | 13 (55)                      | 16 (60)                      | 17 (62)                      | 14 (57)                      | 10 (50)                      | 7 (44)                       | 5 (41)                       | 9 (48)                       |
| الهطول مم (إنش)                   | 99 (3.9)                     | 110 (4.4)                    | 81 (3.2)                     | 71 (2.8)                     | 38 (1.5)                     | 33 (1.3)                     | 5.1 (0.2)                    | 13 (0.5)                     | 41 (1.6)                     | 97 (3.8)                     | 130 (5.1)                    | 120 (4.6)                    | 830 (32.8)                   |
| المصدر: Weatherbase               |                              |                              |                              |                              |                              |                              |                              |                              |                              |                              |                              |                              |                              |

## السكان
في سنة 1861 بلغ عدد السكان 2٬972 نسمة، وتطور العدد ليصل في سنة 2011 لـ 1٬417 نسمة.
يظهر هذا المخطط البياني تطور النمو السكاني لـ بورتجالي